# Hergiswil NW
| NW ist das Kürzel für den Kanton Nidwalden in der Schweiz. Es wird verwendet, um Verwechslungen mit anderen Einträgen des Namens Hergiswil zu vermeiden. |

Hergiswil (auch Hergiswil am See) ist eine politische Gemeinde im Schweizer Kanton Nidwalden.

## Name
Erstmals belegt findet sich der Ortsname 1246 in der Phrase Ruodolfus dictus de Hergoßwile «Rudolf genannt von Hergiswil». Er ist eine Zusammensetzung des althochdeutschen männlichen Personennamens Harigaoz, Herigoz o. ä. mit althochdeutsch wĩlari «Weiler, Gehöft» und bedeutet damit «Hofsiedlung des Harigaoz, Herigoz». Die volkstümliche Deutung als «Herrgotts Weiler» ist sprachwissenschaftlich unhaltbar.

## Geographie
Hergiswil liegt am Fusse des Pilatus am Vierwaldstättersee. Die Fläche der Gemeinde beträgt 1699,6 Hektar. Vom gesamten Gemeindegebiet kann nur 29,3 % landwirtschaftlich genutzt werden. Weitere 44,4 % sind von Wald oder Gehölz bedeckt. Als Siedlungsfläche nutzt man 9,7 % des Gemeindeareals; weitere 16,6 % sind unproduktive Fläche. Der Grund für den geringen Anteil an landwirtschaftlich nutzbarem Boden und Siedlungsfläche ist einfach: der gesamte Osthang des Pilatusmassivs gehört zur Gemeinde. Dieser besteht zum Teil aus Fels und Geröll. Das erklärt auch den hohen Anteil an Wald und Gehölz. Sowohl am Lopper – einem Hügel, der Hergiswil und Alpnach trennt – wie am Hang des Pilatus gibt es grosse Flächen von Schutzwald, damit es zu keiner Erosion kommt und Schneelawinen und Steinschläge nicht bis zum Ort hinunter gelangen. Am Widderfeld findet sich ein Dreikantonseck zu den Kantonen Luzern und Obwalden ().

## Geschichte
Der Name Hergiswil (Hergenswile) wird erstmals in einer habsburgischen Urkunde um 1306 erwähnt. Der Grund, auf dem Hergiswil erbaut wurde, gehörte schon seit dem 9. Jh. zur Stadt Luzern und wurde Anfang des 14. Jahrhunderts von der Familie von Moos, genauer Heinrich von Moos, gekauft. Im Jahre 1378 kauften sich die Bewohner des kleinen Fischerorts Hergiswil mit 700 Gulden von der Familie von Moos frei und wurden somit am 17. November 1378 eine selbständige Genossengemeinde (Yrti) des Kantons Nidwalden.

Historisches Luftbild von Werner Friedli von 1964

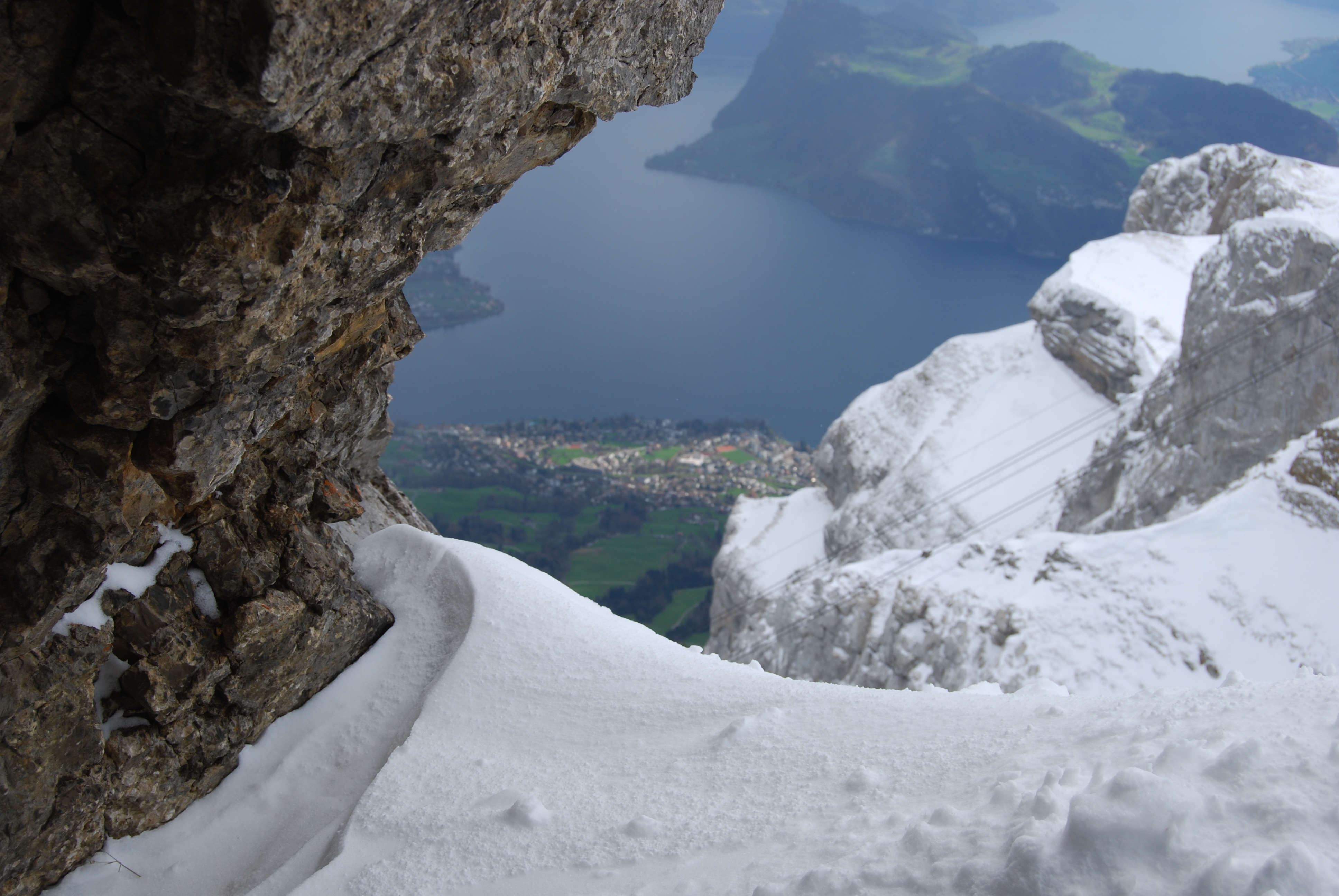
Hergiswil vom Pilatus aus gesehen

Im Jahre 1798 und den darauffolgenden Jahren kam es in Hergiswil wiederholt zu Kämpfen zwischen Unterwaldnern und französischen und helvetischen Truppen. Dies führte zu Spannungen mit den übrigen Gemeinden des Kantons, weil sich die Hergiswiler den Franzosen kampflos ergeben hatten und die Franzosen von Hergiswil aus Stansstad beschossen. Im Gegensatz zum restlichen Kantonsteil waren die Hergiswiler proeidgenössischer. Hergiswil war seit der Gründung der Schweiz eine liberale (freisinnige) Hochburg. Dies im Gegensatz zu den anderen Gemeinden Nidwaldens, wo die CVP dominierte.
Am 1. Januar 1906 wurde die erste Telefonzentrale in Hergiswil eröffnet. Das Dorf zählte zu dieser Zeit 11 Telefonanschlüsse, heute sind es etwa 3800 Anschlüsse.

## Bevölkerung

### Bevölkerungsentwicklung
Die Einwohnerzahl wuchs zwischen 1769 und 1850 stark an. Der hohe Geburtenüberschuss und die Gründung der Glasi Hergiswil (Zuzüger) waren die Hauptgründe dafür. Zwischen 1850 und 1900 wuchs die Bevölkerung nur langsam. In dieser Zeitspanne von fünfzig Jahren nahm sie um 276 Personen oder 34,3 % zu. Die hohe Einwohnerzahl von 1888 ist auf Bauarbeiten der Brünigbahn zurückzuführen. Dieses Wachstum beschleunigte sich zwischen 1900 und 1920. Damals kam der Fremdenverkehr in der Gemeinde auf. Von 1920 bis 1970 stieg die Zahl der Bewohner dann stark an (1920–1970: +199,5 %). Innert eines halben Jahrhunderts hatte sie sich verdreifacht. Die niedrigen Steuern und die Nähe zur Stadt Luzern (weniger als 10 km) trugen massgeblich dazu bei. Die Zahl der Zugezogenen führte dazu, dass es immer mehr Leute gab, die sich Luzern näher fühlten als den Nidwaldner Gemeinden ‹ennet dem See›. Hergiswil ist heute als einzige Nidwaldner Gemeinde Teil der Agglomeration Luzern. Wegen des knappen Baulands und des Zuzugs vermögender Personen, was zum starken Anstieg der Bodenpreise führte, wurde das Bevölkerungswachstum ab 1970 gebremst. In den 1970er Jahren sank die Einwohnerzahl sogar. Dies hatte zur Folge, dass die Bevölkerung von 1970 bis 1990 nur noch um 1,5 % zunahm. Die Gemeinde zonte dann in Hanglage gelegene Landwirtschaftsflächen in zusätzliche Wohnzonen um. Gleichzeitig verdichtete sich die Bauweise in den bisherigen Wohngebieten. Einfamilienhäuser wurden abgebrochen und Mehrfamilienhäuser auf dem gleichen Grund erstellt. Wegen der hohen Mieten infolge der niedrigen Steuern zogen immer mehr junge Familien weg. Die Bevölkerung überalterte. Die Gemeinde reagierte und baute Sozialwohnungen für Familien mit Kindern und Minderbemittelte. Dies führte wieder zur Verjüngung der Einwohnerschaft und zu einem starken Bevölkerungswachstum ab 1990 (1990–2013: +25,9 %).
Bevölkerungsentwicklung von Hergiswil seit 1769 Quelle: Volkszählungen (1850–2000 Eidgenössische), Bundesamt für Statistik (ab 2010)

### Sprachen
Fast die gesamte Einwohnerschaft spricht als tägliche Umgangssprache Deutsch. Bei der letzten Volkszählung im Jahr 2000 gaben 91,0 % Deutsch, 2,0 % Italienisch und 1,1 % Französisch als Hauptsprache an.
Das höchstalemannische Nidwaldnerdeutsch wird immer weniger gesprochen. Die zahlreichen Zuzüger und zunehmend auch die Einheimischen sprechen eine hochalemannische Mundart stadtluzernischer Prägung mit Einsprengseln anderer Dialekte. Alteingesessene Hergiswiler sagen zum Beispiel noch frii und füüf für die Worte «frei» und «fünf», wogegen die grosse Mehrheit der Zugewanderten wie in der Stadt Luzern fräi und föif benutzt.

### Religionen – Konfessionen
Die Bevölkerung war früher vollumfänglich Mitglied der römisch-katholischen Kirche. Die Konfessionsverhältnisse im Jahr 2000 lassen trotz Durchmischung immer noch die ursprüngliche Struktur erkennen: 3252 Personen waren katholisch (68,41 %). Daneben gab es 16,13 % evangelisch-reformierte und 0,65 % orthodoxe Christen, 1,96 % Muslime, 0,23 % Juden und 7,91 % Konfessionslose. 164 Personen (3,45 %) machten keine Angaben zu ihrem Glaubensbekenntnis. In Hergiswil gibt es neben der katholischen Kirche St. Nikolaus und diversen Kapellen (Rengg und Fräkmünt) auch noch eine reformierte Kirche (1947 eingeweiht).

### Herkunft – Nationalität
Von den 5817 Bewohnern Ende 2021 waren 4535 (77,96 %) Schweizer Staatsangehörige. Die Zugewanderten stammen mehrheitlich aus Mitteleuropa (Deutschland 357, Österreich 42, Ungarn 35, Grossbritannien 30, Niederlande 27 und Polen 21 Personen), aus Südeuropa (Italien 162, Portugal 95 und Spanien 23 Personen), dem ehemaligen Jugoslawien (Kosovo/Kosova 61 und Bosnien-Herzegowina 34 Personen), Sri Lanka (24 Personen) und der Türkei (21 Personen). Bei der Volkszählung 2000 waren 4199 Personen (88,33 %) Schweizer Bürger; davon besassen 242 Personen eine doppelte Staatsbürgerschaft.

### Altersstruktur
Die Gemeinde hat einen hohen Altersdurchschnitt. Während der Anteil der Personen unter zwanzig Jahren 14,78 % der Ortsbevölkerung ausmacht, sind 23,23 % Senioren (65 Jahre und älter). Die grösste Altersgruppe stellen mittlerweile die Personen zwischen 60 und 79 Jahren. Im Jahr 2000 war es noch die Altersgruppe von 30 bis 44 Jahren. Grund dafür ist die Alterung der Generation der Babyboomer (Jahrgänge bis 1965). Auf 100 Leute im arbeitsfähigen Alter (20–64 Jahre; 3606 Personen) entfallen 24 Junge (unter 20 Jahren; 860 Personen) und 37 Menschen (1351 Personen) im Pensionsalter (65 Jahre und mehr).
Die aktuelle Altersverteilung zeigt folgende Tabelle:
| Alter                                                             | 0–6 Jahre | 7–15 Jahre | 16–19 Jahre | 20–29 Jahre | 30–44 Jahre | 45–59 Jahre | 60–79 Jahre | 80 Jahre und mehr | Einwohner |
| Anzahl                                                            | 299       | 372        | 189         | 547         | 1108        | 1461        | 1474        | 367               | 5817      |
| Anteil                                                            | 5,14 %    | 6,40 %     | 3,25 %      | 9,40 %      | 19,05 %     | 25,12 %     | 25,34 %     | 6,31 %            | 100 %     |
| Quelle: Bundesamt für Statistik, Bevölkerung nach Alter Ende 2021 |           |            |             |             |             |             |             |                   |           |

Die Alterung nimmt zu. Dies beweist der Vergleich mit dem Jahr 2000. Bei der letzten Volkszählung im Jahr 2000 ergab sich folgende Altersstruktur:
| Alter  | 0–6 Jahre | 7–15 Jahre | 16–19 Jahre | 20–29 Jahre | 30–44 Jahre | 45–59 Jahre | 60–79 Jahre | 80 Jahre und mehr | Einwohner |
| Anzahl | 264       | 394        | 172         | 439         | 1263        | 1088        | 921         | 213               | 4754      |
| Anteil | 5,55 %    | 8,29 %     | 3,62 %      | 9,23 %      | 26,57 %     | 22,89 %     | 19,37 %     | 4,48 %            | 100 %     |

## Wirtschaft
Hauptberufe waren in früherer Zeit Bauer (meist Viehzucht) und Fischer. Ab dem 17. Jahrhundert kamen Gewerbebetriebe wie Ziegelhütten und Sägereien dazu. Bis ins 19. Jahrhundert blieb dies so. Nebst der unten erwähnten Glasfabrik kamen mit dem Strassen- und Schienenbau das Baugewerbe und weitere kleine Unternehmen hinzu. Grössere Arbeitgeber sind die Zentrale des Liftbauers Schindler sowie Firmen aus dem Baugewerbe. Gleichzeitig eine bedeutende Touristenattraktion ist die 1817 gegründete Glasi Hergiswil, die handgefertigtes Glas herstellt und in einem Museum die Geschichte der Glasbläserei mit Exponaten veranschaulicht.
In Hergiswil ist die Arbeitslosigkeit tief; die Sozialhilfequote betrug 2019 1,19 %. Im Jahr 2020 waren von 3076 Beschäftigten 1822 männlich und 1254 weiblich. Die Mehrheit der Beschäftigten arbeitete 2020 in Dienstleistungsunternehmen (Sektor 3). Danach folgte der Bereich Industrie und Gewerbe (Sektor 2). Der lange Zeit dominierende Bereich Landwirtschaft/Forstwirtschaft/Fischerei (Sektor 1) hat nur noch untergeordnete Bedeutung. Die Zahlen für die drei Sektoren sehen wie folgt aus:
| | 1. Sektor | 1. Sektor    | 1. Sektor         | 2. Sektor | 2. Sektor    | 2. Sektor         | 3. Sektor | 3. Sektor    | 3. Sektor         | Total    | Total        | Total             |
| | Betriebe  | Beschäftigte | Vollzeit- stellen | Betriebe  | Beschäftigte | Vollzeit- stellen | Betriebe  | Beschäftigte | Vollzeit- stellen | Betriebe | Beschäftigte | Vollzeit- stellen |
| Anzahl | 21        | 52           | 33                | 79        | 439          | 385               | 675       | 2585         | 1870              | 775      | 3076         | 2287              |
| Anteil | 2,71 %    | 1,69 %       | 1,44 %            | 10,19 %   | 14,27 %      | 16,83 %           | 87,10 %   | 84,04 %      | 81,73 %           | 100 %    | 100 %        | 100 %             |
| Quelle: Bundesamt für Statistik; Statistik der Unternehmensstruktur STATENT, Arbeitsstätten und Beschäftigte nach Gemeinde und Wirtschaftssektoren |           |              |                   |           |              |                   |           |              |                   |          |              |                   |

Der 1. oder Primäre Sektor umfasst den Bereich Landwirtschaft/Forstwirtschaft/Fischerei; der 2. oder Sekundäre Sektor umfasst Industrie und Gewerbe; der 3. oder Tertiäre Sektor sind Dienstleistungsunternehmen. Mikrounternehmen sind Betriebe mit weniger als 10 Beschäftigten, Kleinunternehmen haben 10 bis 49 Beschäftigte, mittlere Unternehmen 50 bis 249 Beschäftigte und grosse Unternehmen 250 und mehr Beschäftigte. Aus Datenschutzgründen wird seit 2016 die Anzahl Unternehmen nicht mehr aufgelistet, welche in ihrem Bereich nur eine geringe Anzahl Unternehmen umfasst. Alle Betriebe im 1. Sektor waren Mikrobetriebe. Im 2. Sektor gab es 65 Betriebe in Mikrounternehmen, im 3. Sektor 653 Mikrounternehmen, 39 kleine Unternehmen und 5 mittlere Unternehmen.
Im Jahr 2000 gab es 2403 Erwerbstätige in Hergiswil. Davon waren 941 (39,16 %) Einheimische und 1462 Zupendelnde. Die Zupendelnden kamen aus der ganzen Region. Das grösste Kontingent stellten Leute aus dem Kanton Luzern (über 40 %); 39 % kamen aus Nidwaldner Gemeinden; 14 % aus Obwalden. Im gleichen Jahr waren 2658 Menschen aus Hergiswil erwerbstätig. Somit arbeiteten 1717 Personen in anderen Gemeinden. In die Stadt Luzern pendelten 533 Personen (= 31 % aller Wegpendelnden), nach Stans 215 Personen, nach Kriens 130 Personen. Insgesamt nur 18,5 % pendelten in andere Nidwaldner Gemeinden. Dagegen 56 % in den Kanton Luzern. Weiter arbeiteten 7 % im Kanton Zug, 5 % im Kanton Obwalden (v. a. Sarnen und Alpnach) und 4 % im Kanton Zürich.

### Verkehr
Das Dorf war bis in die Mitte des 19. Jahrhunderts für grosse Güter nur mit Booten von Stansstad oder Luzern her zu erreichen. Auf dem Landweg gab es nur Saumpfade über den Lopper nach Obwalden oder Richtung Horw und Kriens. Nach der erstmaligen Erschliessung Hergiswils durch den Bau der Brünigstrasse in den Jahren 1854–1858 konnte man auch auf dem Landweg nach Hergiswil gelangen. Diese Strasse führt von Luzern durch Hergiswil nach Obwalden und von da über den Brünigpass in den Kanton Bern. Seit dem Bau der Achereggbrücke über den Vierwaldstättersee besteht auch eine Strassenverbindung in die anderen Gemeinden des Kantons Nidwalden.
Durch den Bau der Brünigbahn (1887–1889) wurde Hergiswil auch an das Schienennetz angeschlossen. Seit dem 16. Dezember 1964 ist Hergiswil auch auf der Schiene mit dem Rest des Kantons verbunden. Damals wurde die Strecke Stansstad–Hergiswil der Luzern-Stans-Engelberg-Bahn eröffnet. Beide Linien gehören heute zu der 2005 gegründeten Zentralbahn.
Heute zieht sich ein Strassennetz von etwa 34,5 km Länge durch das Dorf. Es ist an die Autobahn A2 angeschlossen, welche sich seit den 1970er Jahren durch das Dorf und gut sichtbar auf einem Viadukt dem Lopper in Richtung Süden entlangzieht. Um die Gemeinde vom Ausweichverkehr der Autobahn zu entlasten, wurde ein Verkehrslenkungskonzept erarbeitet. Erste Massnahmen aus dem Konzept sollten bis im April 2020 umgesetzt werden. Zwei Bahnhöfe, Hergiswil und Hergiswil Matt, eine Ortsbuslinie (im Testbetrieb bis 2023) sowie eine Schifflände der Schifffahrtsgesellschaft des Vierwaldstättersees schliessen das Dorf an den öffentlichen Verkehr der Region an.

## Schulen

### Organisation
Mit Urnenabstimmung vom 15. Mai 2011 wurde die Zusammenführung der selbständigen Körperschaften «Politische Gemeinde» und «Schulgemeinde» beschlossen. Seit dem 23. Mai 2012 gehört die Schule zur Einheitsgemeinde «Gemeinde Hergiswil». Die Schulkommission, bestehend aus zwei Gemeinderäten und drei weiteren von den Stimmberechtigten gewählten Mitgliedern, ist die strategische Behörde. Der Gesamtschulleiter und die Schulleiter/-innen sind für die operative Umsetzung verantwortlich. Das Schulsekretariat und der Abteilungsleiter Liegenschaften mit seinem Hauswarteteam unterstützen Schulkommission und Schulleitung. Ein Leitbild hält die wichtigsten Grundsätze und Ziele der Schule fest.

### Grundstufe
In die Grundstufe (GS) können Kinder ab dem 4. Lebensjahr (Stichtag 30. Juni) eintreten. Sie verbindet das 1. und 2. Kindergartenjahr und die 1. Primarklasse. Die Grundstufe dauert in der Regel drei Jahre, die Klassen sind altersgemischt. Danach treten die Kinder in die 2. Klasse der Primarschule ein.

### Primarklassen
Die 2.–6. Primarklassen befinden sich je im Schulhaus Matt und im Schulhaus Dorf. Sie werden zum Teil altersdurchmischt geführt. Klassen, Stufen, Schulhäuser und die ganze Primarschule arbeiten eng zusammen.

### Sekundarstufe I (ORS)
Im Schulhaus Grossmatt wird die kooperative Orientierungsschule mit den Stammklassen A und B geführt. Die Fächer Mathematik, Englisch und Französisch werden in den Niveaus A und B unterrichtet; Wahlangebote für alle Klassen ergänzen den obligatorischen Unterricht.

## Kultur
Von 2001 bis 2018 fand am Ufer des Vierwaldstättersees in Hergiswil alljährlich das mehrtägige Lake Side Festival statt. Es begann zunächst mit 10 Bands aus der Innerschweiz an zwei Wochenenden. Später waren regelmässig auch Bands aus dem Ausland zu sehen, und das Festival wurde von mehr als 5000 Besuchern frequentiert.
Damit Hergiswil auch weiterhin ein Open-Air-Festival hat, wurde im Jahr 2021 der Verein «Huis am See» gegründet. Im 2022 konnte dann das erste Festival durchgeführt werden. Es ist geplant, im Zweijahresrhythmus weiterzumachen.
Die Hardrockband Fighter V aus Hergiswil debütierte 2019 mit ihrem Album Fighter.

## Sehenswürdigkeiten
- Das Sigristenhaus aus dem späten 15. Jahrhundert ist eines der ältesten noch erhaltenen Holzhäuser in der Zentralschweiz.[9]
- Die benachbarte Kirche St. Nikolaus ist ein im byzantinischen Stil erstellter Bau aus den Jahren 1855–1857.
- Die «Glasi», eine Glashütte mit Museum, Glaslabyrinth, Wasserpark u. a.

## Bilder

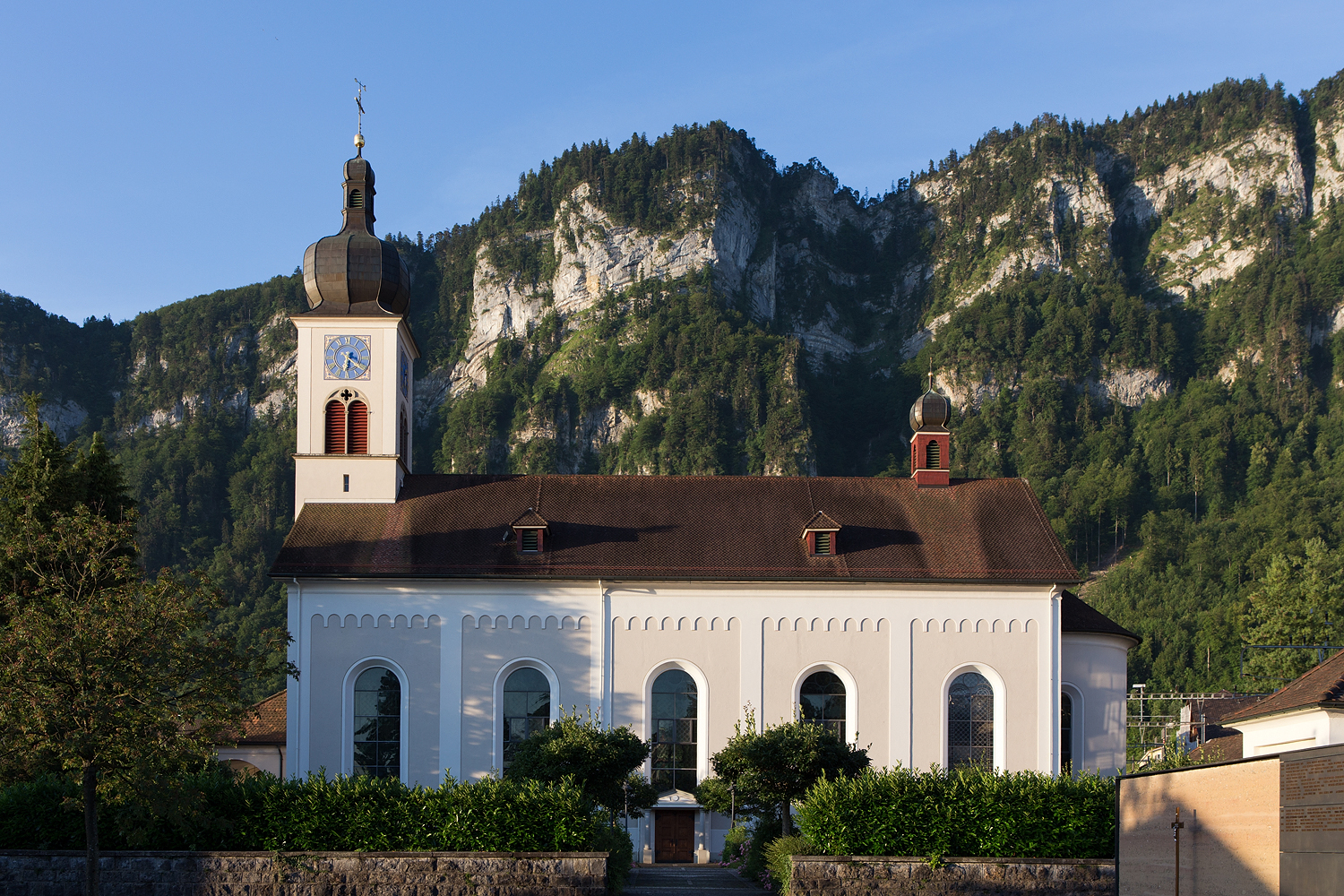
Pfarrkirche St. Nikolaus
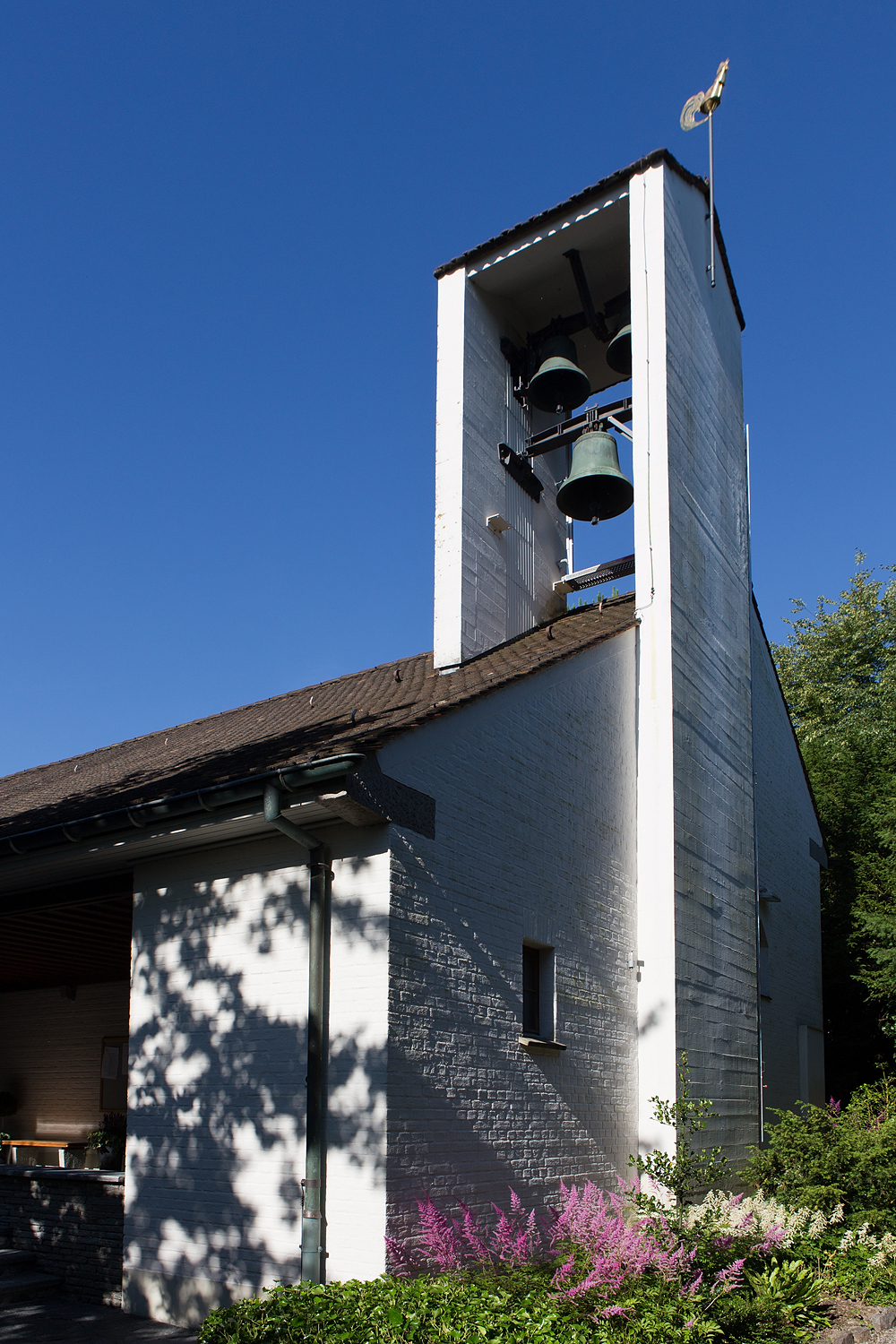
Reformierte Kirche
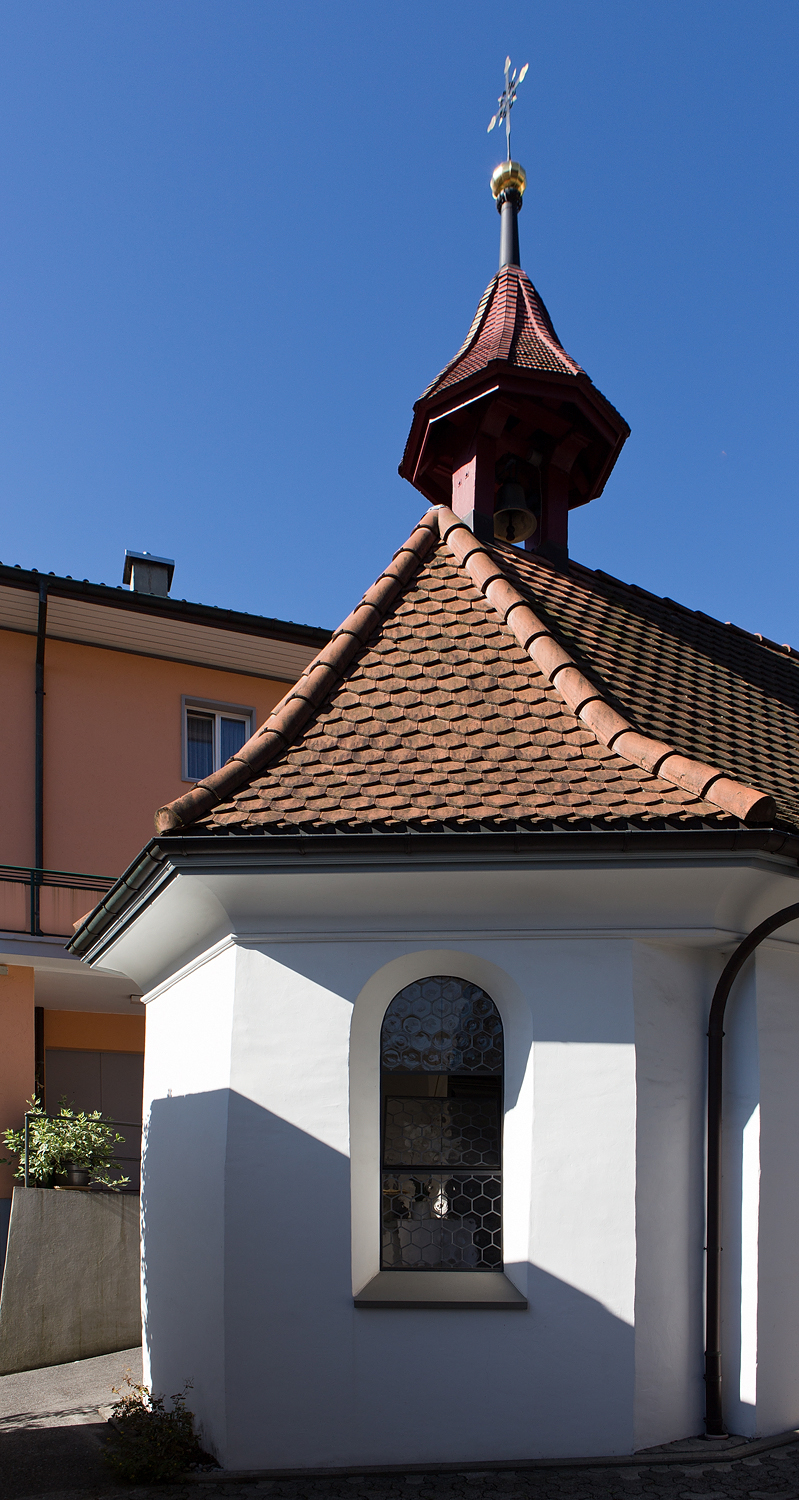
Kapelle Maria zum guten Rat
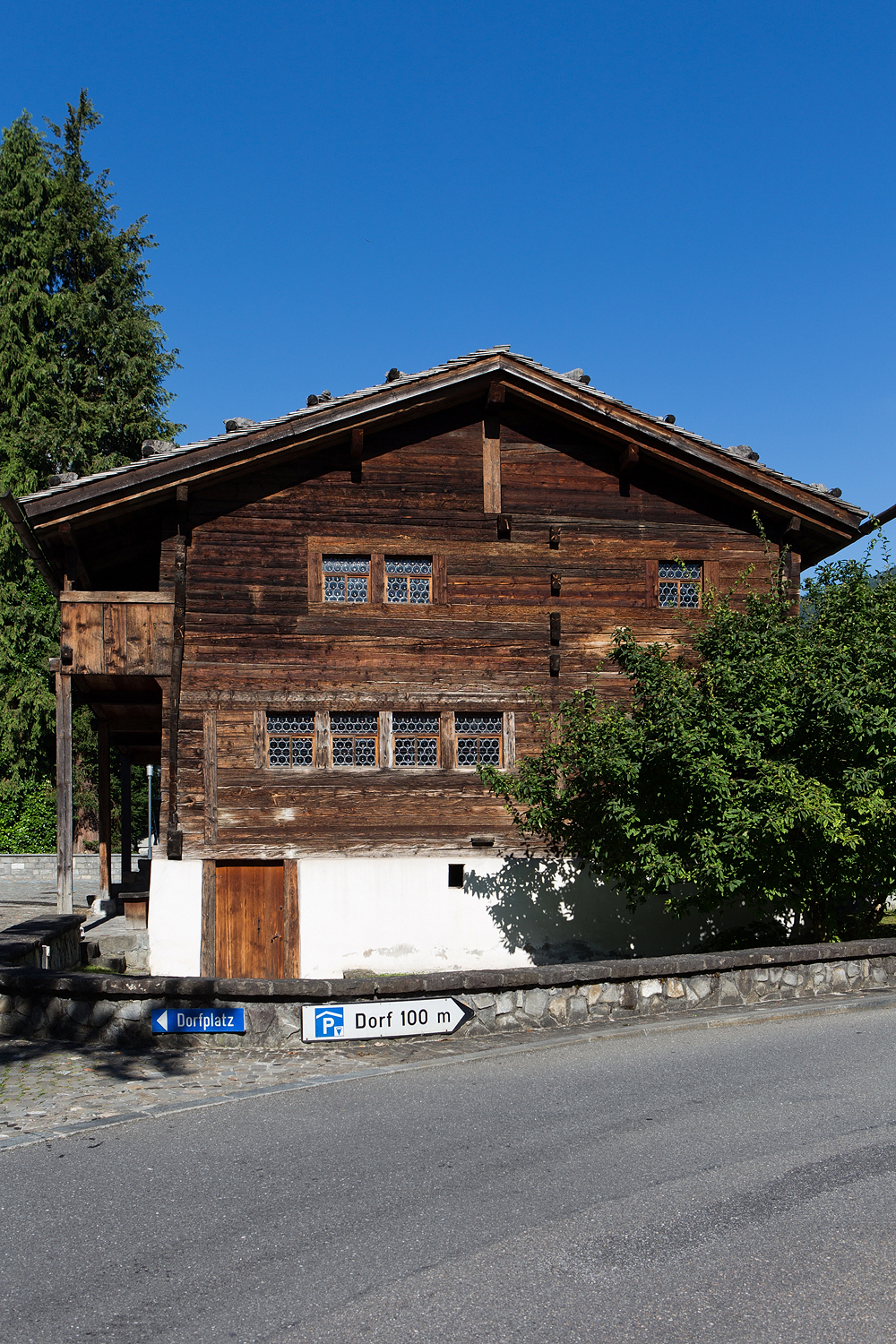
Sigristenhaus
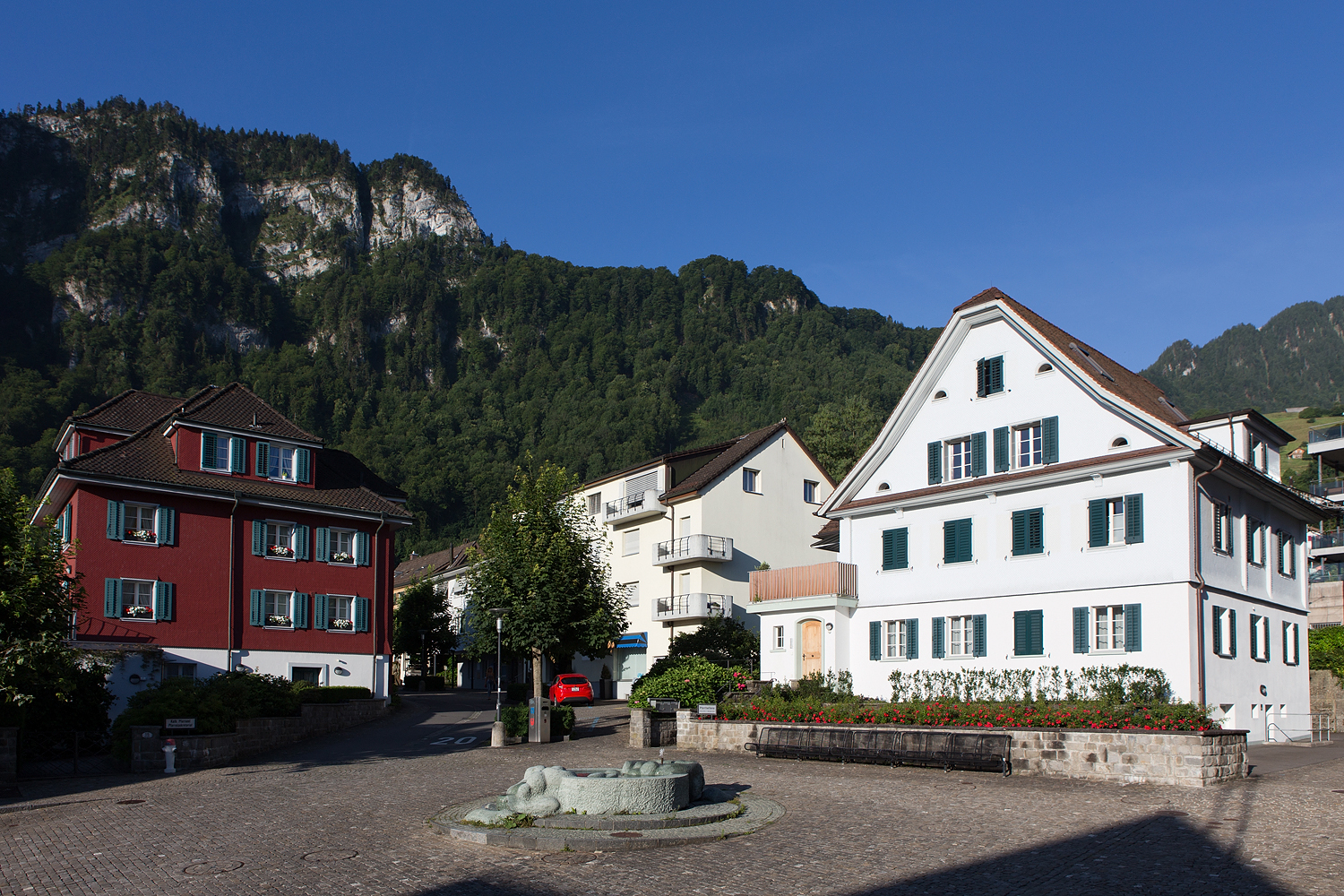
Dorfplatz
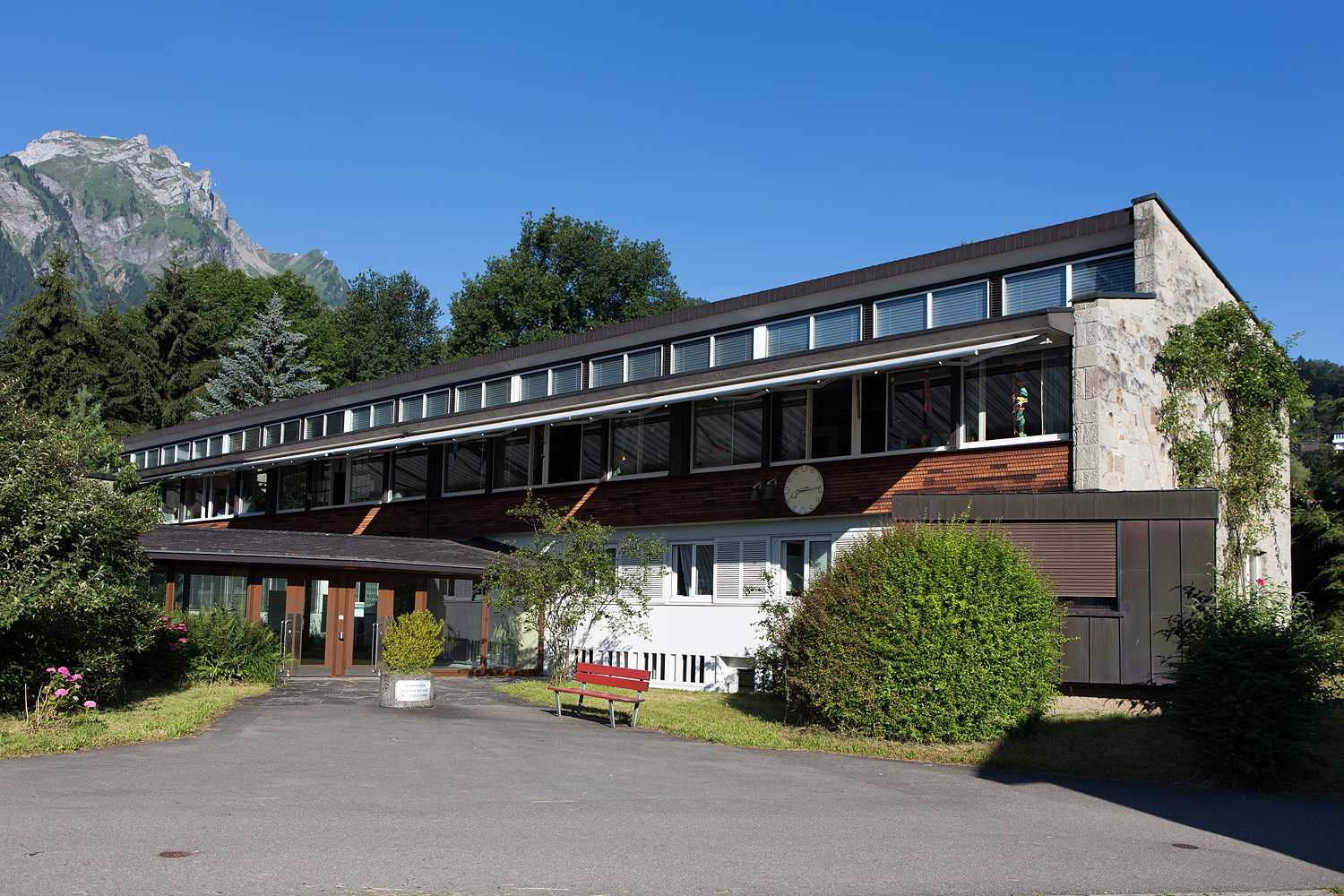
Schulhaus Matt
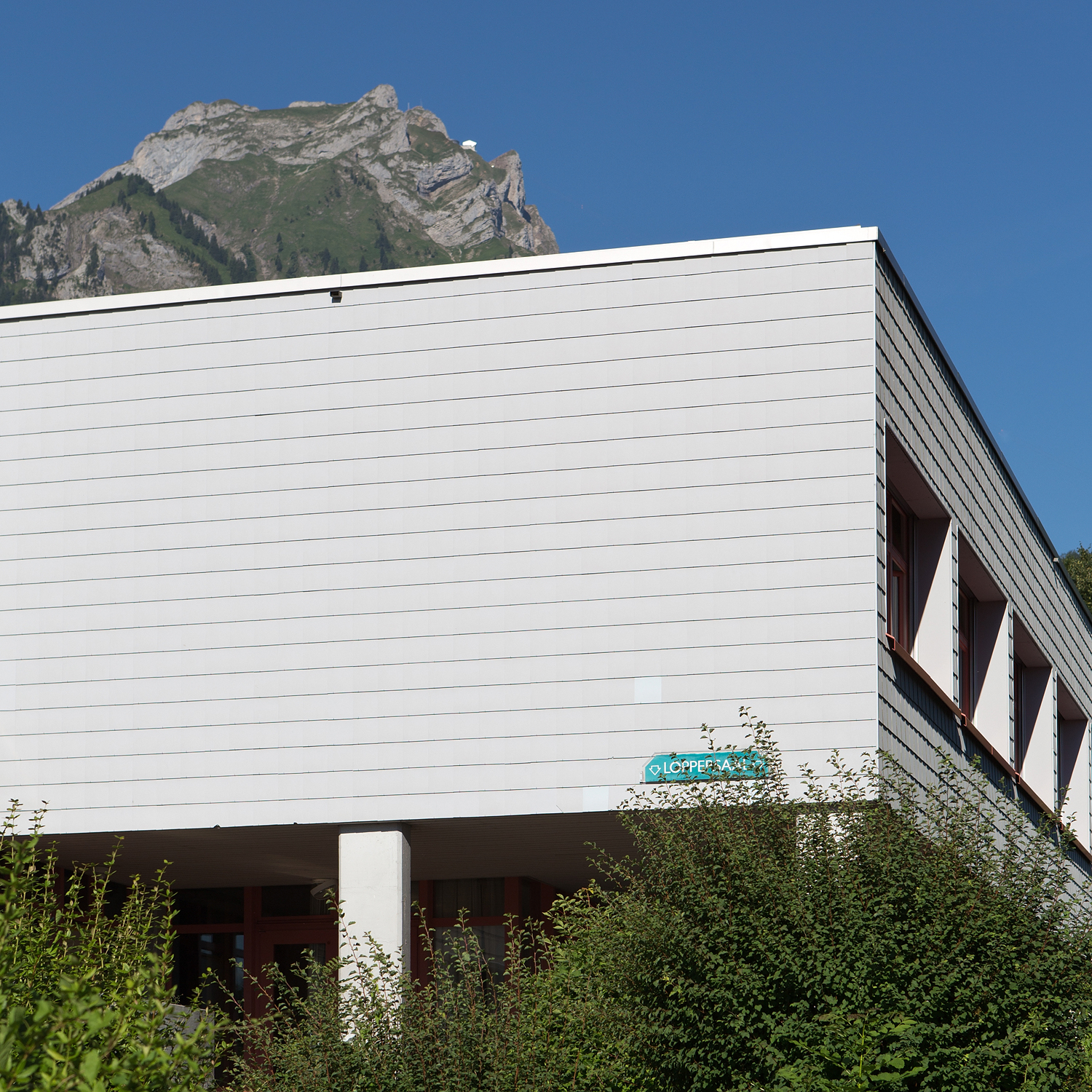
Loppersaal
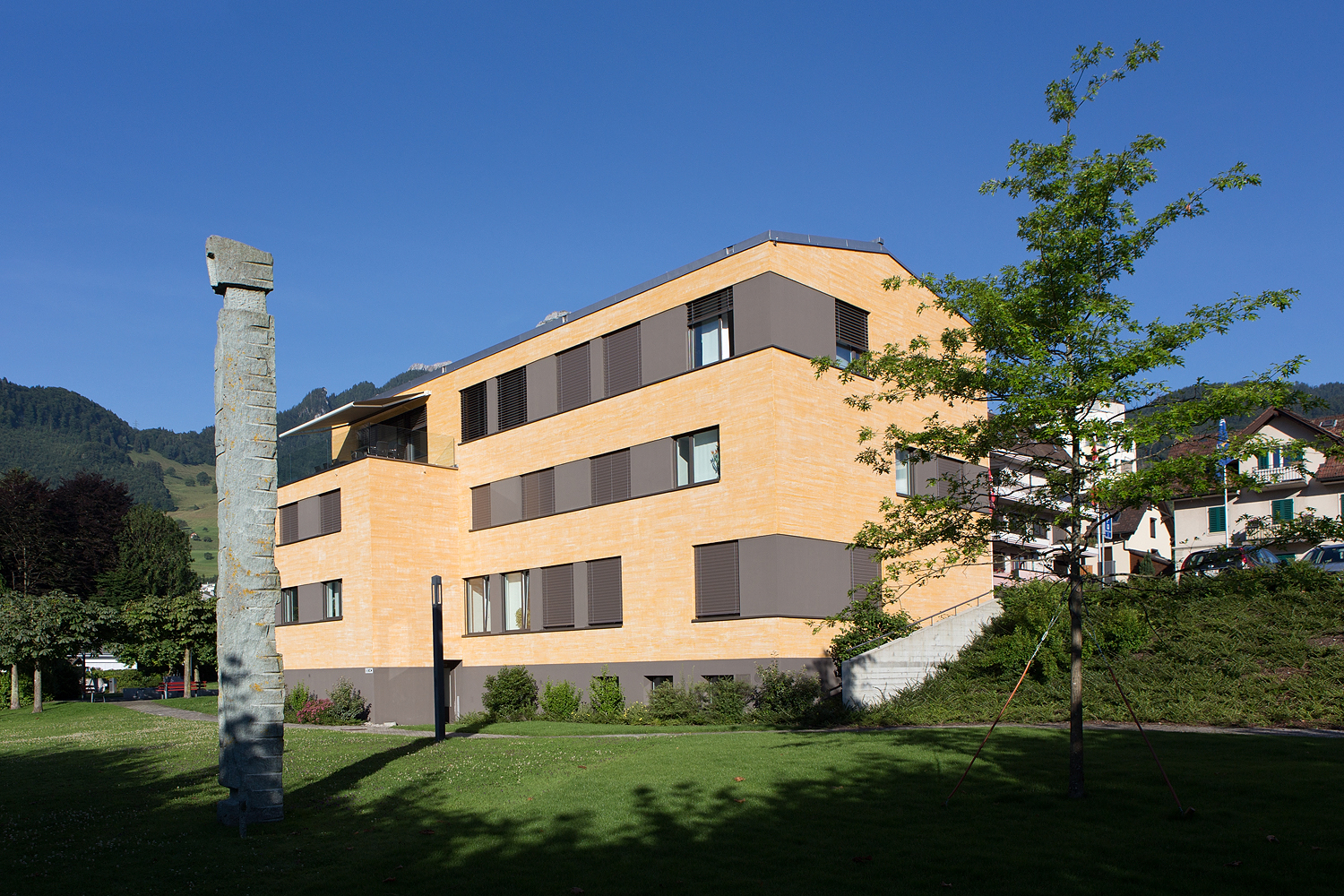
Gemeindehaus
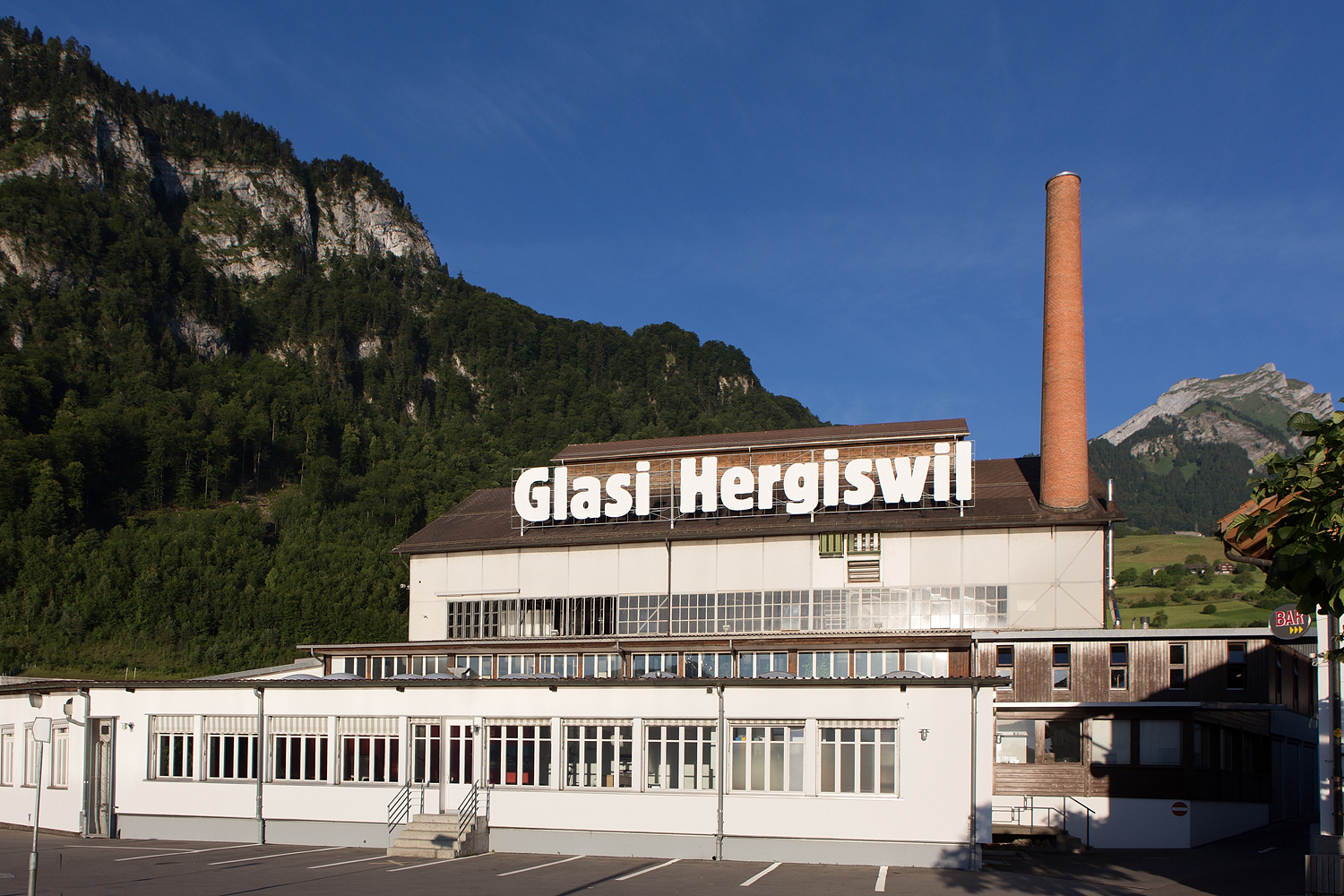
Glasi (Glashütte)
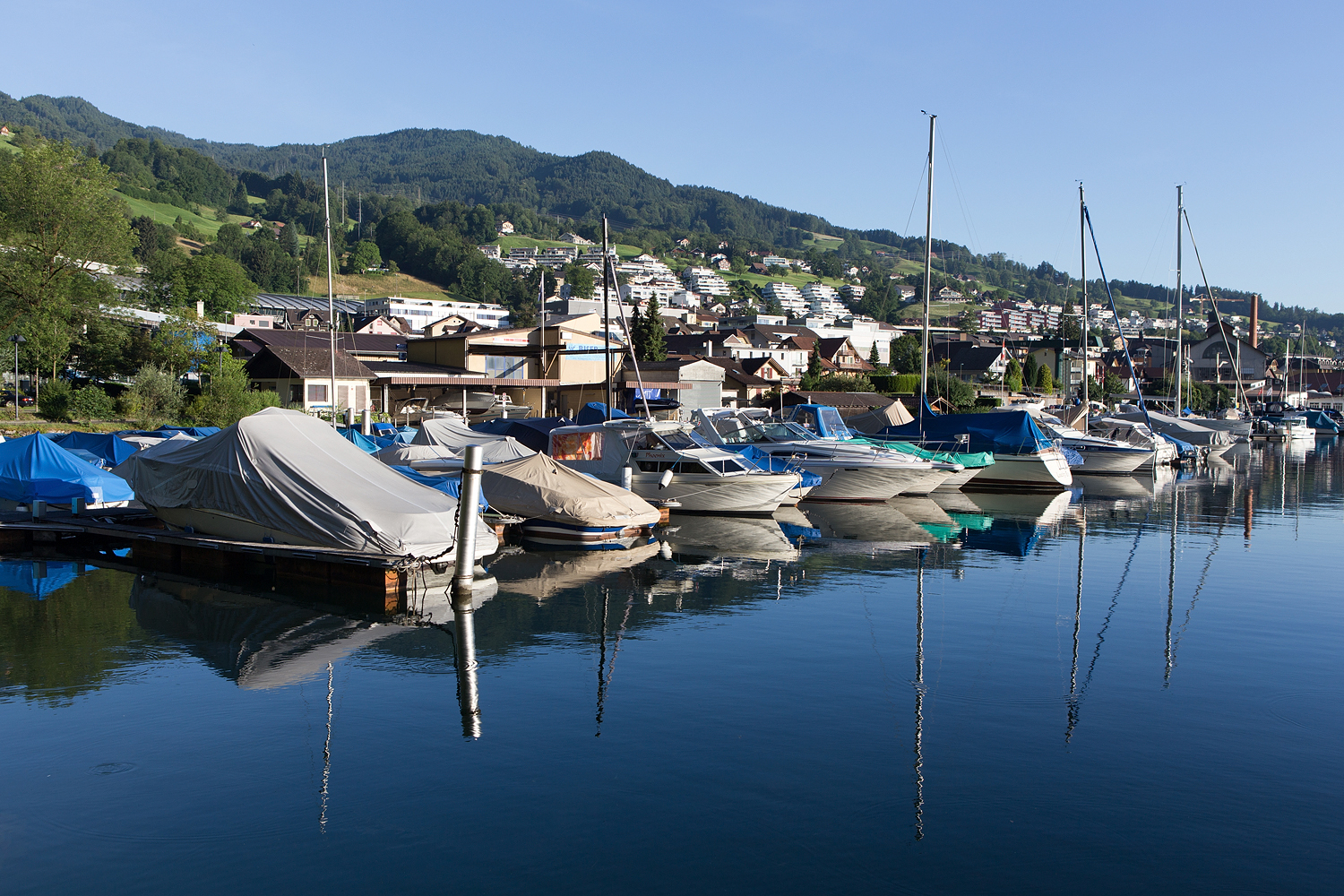
Bootshafen

## Persönlichkeiten
- Franz Joseph Blättler (1766–1827), Politiker
- Valentin Blättler (1837–1911), Politiker
- Theodor Bucher (1868–1935), Weinhändler und erfolgreicher Mundartautor (Pseudonym: Zyböri)
- Remigi Blättler (1871–1938), Politiker
- Anton Zgraggen (1873–1933), Politiker
- Josef Blättler (1881–1944), Politiker
- Werner Sylten (1893–1942), evangelischer Theologe, Opfer des Nationalsozialismus
- Ernst Zgraggen (1896–1959), Politiker
- Remigi Blättler (1899–1975), Politiker
- Sigi Feigel (1921–2004), Ehrendoktor der Rechtswissenschaften, Unternehmer, Träger Prix Courage 1994
- Pravoslav Sovak (1926–2022), Bildender Künstler, lebte ab 1978 bis zu seinem Tod in Hergiswil
- Roberto Niederer (1928–1988), Glaskünstler
- Hans Georg Schmid (1948–2007), Pilot, Weltrekordler
- Hans Wicki (* 1964), Politiker (FDP), wohnt in Hergiswil
- Monika Wicki-Hess (* 1964), Skirennfahrerin, wohnt in Hergiswil
- Evelyne Binsack (* 1967), Extrembergsteigerin
- Michèle Blöchliger (* 1967), Politikerin (SVP), wohnt in Hergiswil
- Michael Steiner (* 1969), Filmemacher
- Sibylle Matter (* 1973), Triathletin
- David Zibung (* 1984), Torhüter des FC Luzern
- Reto Schmidiger (* 1992), Slalom-Juniorenweltmeister 2010 und 2011